# Líbano nos Jogos Olímpicos de Verão de 1980
O Líbano competiu nos Jogos Olímpicos de Verão de 1980, realizados em Moscou, União Soviética.